# Fais de beaux rêves (film, 2016)
Pour les articles homonymes, voir Fais de beaux rêves.
Pour plus de détails, voir Fiche technique et Distribution.
Fais de beaux rêves (Fai bei sogni) est un film italien réalisé par Marco Bellocchio, sorti le 28 décembre 2016.

## Synopsis
Il s'agit de l'adaptation d'un récit autobiographique qui raconte 30 ans de la vie de Massimo Gramellini. Après la mort de sa mère survenue quand il avait 9 ans, ses amitiés enfantines, il devient journaliste sportif puis reporter de guerre. Jusqu'à 40 ans, il cherche à comprendre pourquoi et comment sa mère a disparu. Persuadé de ne pouvoir aimer pour avoir trop aimé sa mère, il finit par trouver une vie sentimentale équilibrée en découvrant la vérité (sa mère s'est suicidée) et en lui donnant un sens inattendu.

## Fiche technique
- Titre original : Fai bei sogni
- Titre français : Fais de beaux rêves
- Réalisation : Marco Bellocchio
- Scénario : Valia Santella, Edoardo Albinati et Marco Bellocchio, inspiré du roman Fai bei sogni de Massimo Gramellini
- Photographie : Daniele Ciprì
- Montage : Francesca Calvelli
- Musique : Carlo Crivelli
- Production : Beppe Caschetto et Simone Gattoni
- Pays de production : Italie
- Durée : 134 minutes
- Genre : drame et biopic
- Dates de sortie :
  - France : 12 mai 2016 (Festival de Cannes)
  - République tchèque : 3 juillet 2016 (Festival international du film de Karlovy Vary)
  - Canada : 8 septembre 2016 (Festival international du film de Toronto)
  - Italie : 10 novembre 2016
  - France : 28 décembre 2016

## Distribution
- Bérénice Bejo (VF : elle-même) : Elisa
- Valerio Mastandrea (VF : Félicien Juttner) : Massimo
  - Nicolò Cabras (VF : Noé Sarfati) : Massimo enfant
  - Dario Del Pero (VF : Élie Jarrosson) : Massimo adolescent
- Guido Caprino (VF : Arnaud Bedouët) : le père de Massimo
- Barbara Ronchi (VF : Anna Sigalevitch) : la mère de Massimo
- Dylan Ferrario : Enrico

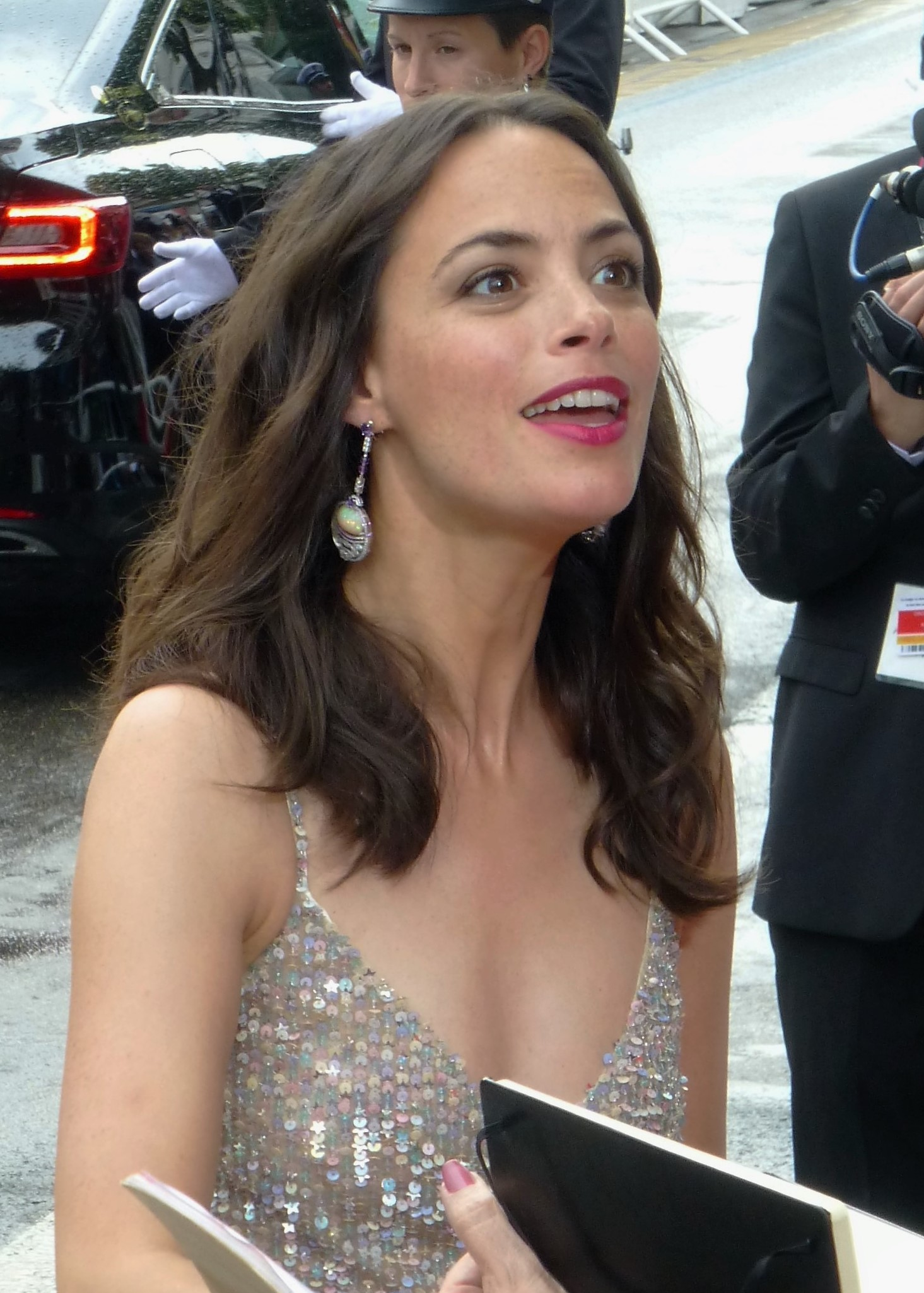
L'actrice principale Bérénice Bejo au Festival de Cannes 2016.

- Emmanuelle Devos : la mère d'Enrico
- Fabrizio Gifuni (VF : Érik Stouvenaker) : Athos Giovanni
- Roberto Herlitzka : Ettore Abisso
- Miriam Leone : Agnese
- Giulio Brogi : Cavalieri
- Arianna Scommegna (it) (VF : Carole Franck) : la marraine de Massimo
- Bruno Torrisi (it) : l'oncle de Massimo
- Pier Giorgio Bellocchio : Desperado
- Roberto De Francesco (VF : Philippe Laudenbach) : le père Baloo
- Manuela Mandracchia (it) : la mère d'Elisa
- Fausto Russo Alesi : Simone
- Piera Degli Esposti : la mère de Simone

Version française dirigée par Hervé Icovic (assisté d'Ouahiba Djema) au studio Deluxe, d'après une adaptation des dialogues d'Isabelle Audinot.
 Source et légende : version française (VF) sur RS Doublage et carton du doublage français.

## Production
C'est le premier film en italien de l'actrice Bérénice Béjo. Bien qu'elle comprenne la langue, elle dut apprendre le texte par cœur.

## Clins d'œil cinématographiques
- Le film présente plusieurs références cinématographiques explicites, avec notamment l'utilisation récurrente de scènes de Belphégor ou le Fantôme du Louvre et un extrait de la scène de la piscine de La Féline. Ainsi qu'une référence au film Nosferatu le vampire.